# Leioproctus castaneipes
Leioproctus castaneipes är en biart som först beskrevs av Cockerell 1914.  Leioproctus castaneipes ingår i släktet Leioproctus och familjen korttungebin. Inga underarter finns listade i Catalogue of Life.